# Avi Gabbay

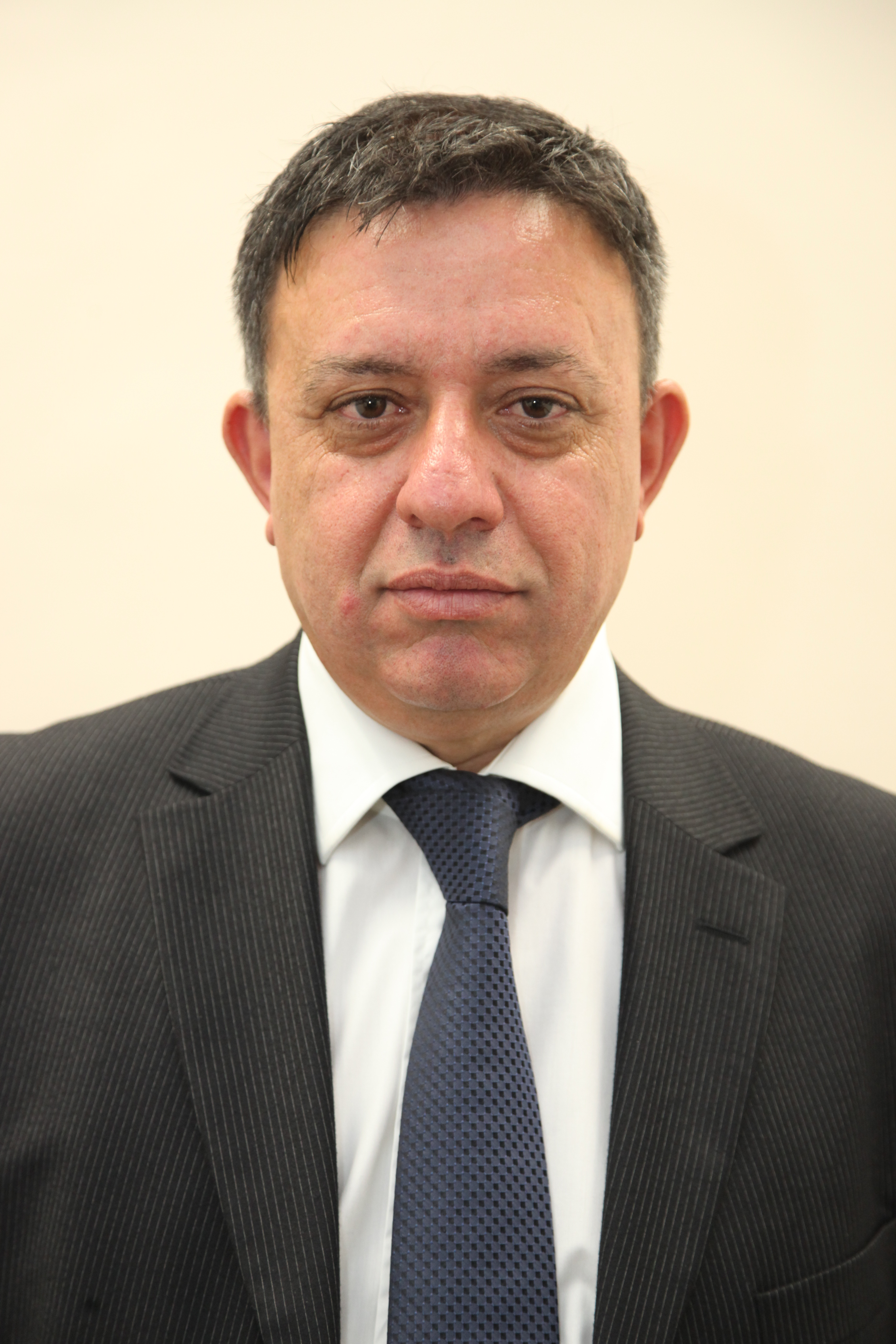
Avi Gabbay

Avraham „Avi“ Gabbay (hebräisch אַבְרָהָם "אָבִי" גַּבַּאי; * 22. Februar 1967 in Jerusalem) ist ein israelischer Manager und Politiker. Von Mai 2015 bis Mai 2016 war er Minister für Umweltschutz und von Juli 2017 bis Juli 2019 Parteivorsitzender der Arbeitspartei.

## Leben
Gabbay wurde 1967 als siebtes von acht Kindern einer aus Marokko eingewanderten Familie im Jerusalemer Viertel Baka geboren. Er diente in einer nachrichtendienstlichen Einheit der israelischen Armee und studierte danach Wirtschaftswissenschaften. Das Studium schloss er mit einem MBA der Hebräischen Universität Jerusalem ab.
Anschließend arbeitete er mehrere Jahre im israelischen Finanzministerium, wechselte dann zur Telekommunikationsgesellschaft Bezeq, wo er zuerst Assistent des CEO war, später dann im Vorstand für Strategiefragen zuständig war. 2003 wurde er CEO von Bezeq International und wurde 2006 CEO des Gesamtunternehmens. 2013 wurde er verrentet.
2014 war Gabbay Vorsitzender einer Kommission, die finanzielle Unregelmäßigkeiten am Hadassah-Krankenhaus in Jerusalem untersuchen und Vorschläge für eine Verwaltungsreform unterbreiten sollte. Das bedeutendste Krankenhaus Israels hatte ein Defizit von mehr als 1,3 Mrd. Schekel und stand kurz vor dem Konkurs.
Im Vorfeld der Parlamentswahlen 2015 in Israel gründete er gemeinsam mit Mosche Kachlon die Partei Kulanu. Er verpasste den Einzug in die Knesset, wurde aber am 14. Mai 2015 als neuer Minister für Umweltschutz vereidigt. Am 27. Mai 2016 trat er „wegen des Rechtsrucks der Regierung“ nach dem Eintritt von Avigdor Lieberman mit der Partei Israel Beitenu als Minister für Umweltschutz zurück.
Im Dezember 2016 wechselte er zur Arbeitspartei. Im Juli 2017 wurde er zu ihrem Parteivorsitzenden gewählt. Am 1. Januar 2019, drei Monate vor den vorgezogenen Parlamentswahlen, kündigte Gabbay das Mitte-links-Parteienbündnis Zionistische Union von Arbeitspartei und Ha-Tnu’a auf. Bei den Knessetwahlen am 9. April 2019 stürzte die Awoda auf 4,45 % ab und erzielte damit das schlechteste Ergebnis ihrer Geschichte. Sie stellt nur noch 6 der 120 Abgeordneten in der Knesset. Nachdem Premierminister Netanjahu nach der Wahl scheiterte, eine Regierung zu bilden, wandte sich Netanjahu, um Neuwahlen abzuwenden, kurz vor Ende der Frist an Awoda-Chef Avi Gabbay, der einen Eintritt seiner Partei in die Koalition nach anfänglichem Zögern allerdings ablehnte. Gabbay, der vor der Wahl versprochen hatte, keiner von Netanjahu geführten Regierung beizutreten, wurde innerhalb der eigenen Partei heftig dafür kritisiert, dass er so lange gezögert hatte, bis er das Angebot Netanjahus ablehnte. Nachdem Rücktrittsforderungen gegen ihn laut wurden, entschied sich Gabbay, nicht erneut für den Parteivorsitz zu kandidieren und sich aus der Politik zurückzuziehen. Zu seinem Nachfolger wurde Anfang Juli 2019 Amir Peretz gewählt.
Anfang Januar 2020 genehmigte das Direktorium der Telekommunikationsgesellschaft Cellcom die Ernennung Gabbays zu deren CEO.

## Politische Positionen
Seit seinem Amtsantritt hat er sich gegen eine Zusammenarbeit mit der linksgerichteten Vereinten Liste ausgesprochen und sich im Bereich der Sicherheitspolitik weitgehend den Positionen der Regierung Netanjahu angeschlossen.
Es gebe keinen Grund für die Räumung von Siedlungen als Teil eines Friedensabkommens, sagte er; ein friedfertiger palästinensischer Staat müsse jüdische Bewohner akzeptieren.

## Privates
Gabbay lebt in Tel Aviv und ist verheiratet. Er hat drei Kinder.